# ナラガンセットパーク競馬場
ナラガンセットパーク競馬場（ナラガンセットパークけいばじょう、Narragansett Park）は、アメリカ合衆国ロードアイランド州のポータケットに存在した競馬場。1934年に開場し、1978年に閉鎖された。日本語表記においては「ナラガンセット競馬場」などとも表記される。

## 概要
ナラガンセットパークの開場は1934年8月1日で、当時のアメリカにおけるパリミュチュエル方式の馬券発売を前提として開設された競馬場のひとつであった。同時期に開場した競馬場に、ベイメドウズ競馬場やオークローンパーク競馬場などがある。
創設者は後のアメリカ・カナダ間のホッケーリーグ統括者でもあるジェームズ・ドーリーで、ウォルター・オハラなどの投資家とともにポータケットにあった130エーカーの土地を15万ドルで購入、両者ともにナラガンセット競馬協会の取締役・副取締役に就任している。後にオハラは1937年に破産した後に辞任、その影響で1937年は秋シーズンまで競馬場開催が休止している。
競馬場は120万ドルをかけて建造され、1万人収容可能なグランドスタンド、4000人を収容するクラブハウス、1650頭を繋養できる厩舎区画を備えるものであった。コースは左回りのダートコースのみで、1周が1マイル（約1608メートル）、最大幅が90フィート6インチ（約27.58メートル）、最終コーナーからゴール板まで1050フィート（約320.04メートル）であった。
開催していた主な競走にナラガンセットスペシャル、ガヴァナーズハンデキャップ、ロードアイランドハンデキャップなどがあり、これらの勝ち馬には、ウォーアドミラルやシービスケット、ウォーレリック、ガンボウなどの名馬が名を連ねている。また過去にはワーラウェイとアルサブのマッチレースの舞台としても使われている。
しかし娯楽産業の多様化に伴って観客数は減るようになり、1978年になってナラガンセットパークは収入減を理由に閉鎖に至った。競馬場跡地はポータケットが買い上げ、住宅地や産業区画として提供された。グランドスタンドであった建物は、現在ディスカウントストアチェーンのビルディング19の店舗として運用されている。

## 同名の競技場
ナラガンセットという競技場名は、この競馬場が建造される以前にもトロッター競技場として同名のものが存在していた。ただし同競技場の名前が登場するのは自動車レースの競技場としても使用されという話で、自動車産業の黎明期であった1896年9月に、同じくナラガンセットという名の競技場において「馬無し貨車（自動車）レース」が開催されたというものであった。これは記録上での、アメリカ最古の周回コースを使った自動車レース開催であった。同競技場は1913年まで存在した。